# Walter Zeman
Walter Zeman (1 de maio de 1927 - 8 de agosto de 1991) foi um futebolista austríaco que atuou como goleiro. Sua carreira esteve ligado ao SK Rapid Wien, clube no qual defendeu toda sua carreira de 1945 até 1961.

## Carreira
Walter Zeman competiu na Copa do Mundo FIFA de 1954, sediada na Suíça, na qual a seleção de seu país terminou na terceira colocação dentre os 16 participantes.